# Jouillat
Jouillat là một xã thuộc tỉnh Creuse trong vùng Nouvelle-Aquitaine miền trung nước Pháp. Xã này nằm ở khu vực có độ cao trung bình 400 mét trên mực nước biển.

## Địa lý
Thị trấn nằm ơ thung lũng sông Creuse, cự ly khoảng 7 dặm (11 km) về phía đông bắc Guéret tại giao lộ các tuyến đường D6, D16 và tuyến đường D940.

## Dân số
| 1962                                                        | 1968 | 1975 | 1982 | 1990 | 1999 | 2005 |
| ----------------------------------------------------------- | ---- | ---- | ---- | ---- | ---- | ---- |
| 424                                                         | 463  | 400  | 395  | 361  | 402  | 411  |
| Số liệu điều tra dân số từ năm 1962 Dân số chỉ tính một lần |      |      |      |      |      |      |

## Địa điểm nổi bật

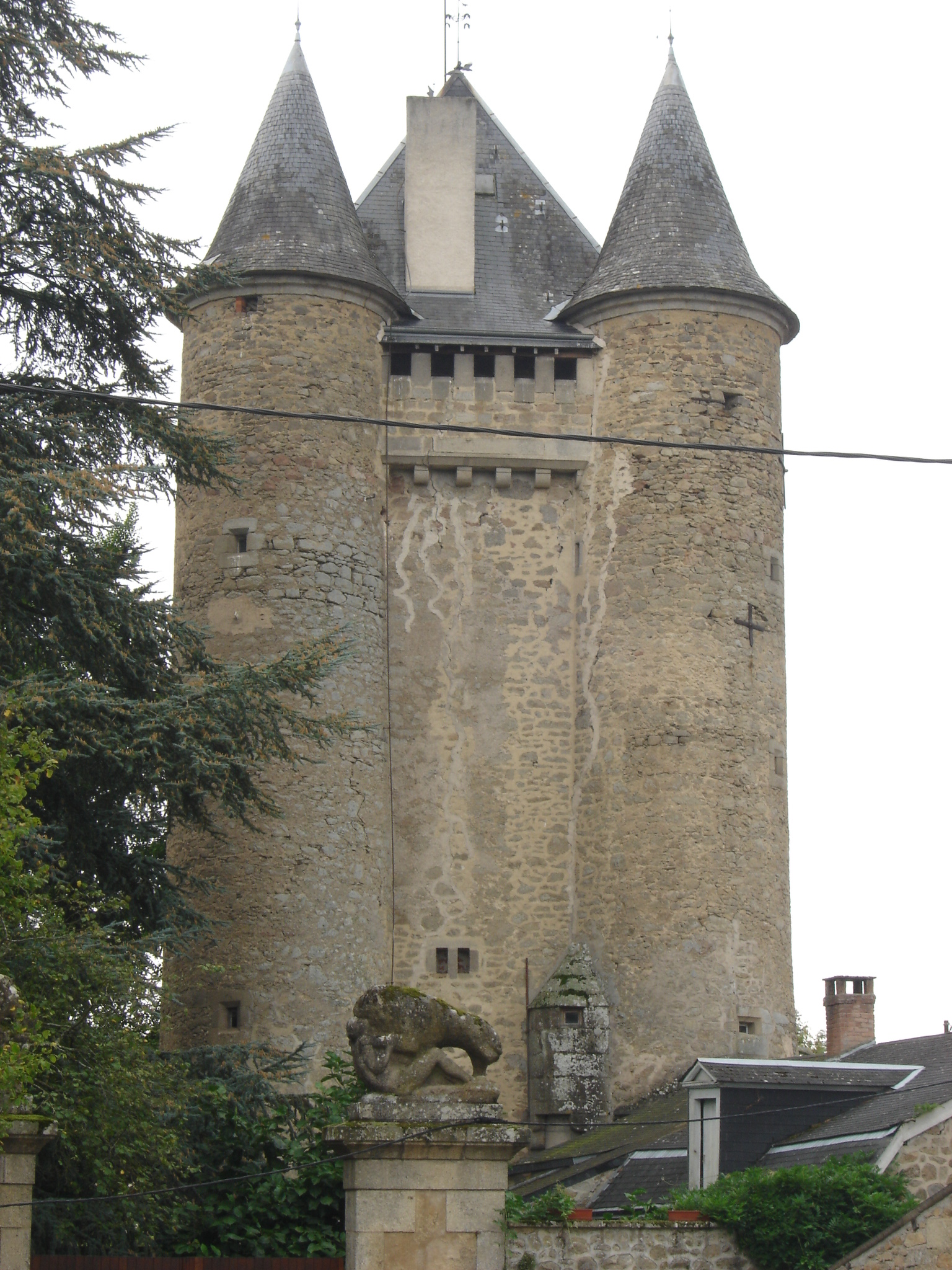
Lâu đài ở Jouillat

- Nhà thờ St.Martial, từ thế kỷ 12.
- Lâu đài thế kỷ 15.
- Phế tích lâu đài tại Bretouilly.